# Hibbertia acrotrichion
Hibbertia acrotrichion är en tvåhjärtbladig växtart som beskrevs av Judith Roderick Wheeler. Hibbertia acrotrichion ingår i släktet Hibbertia och familjen Dilleniaceae. Inga underarter finns listade i Catalogue of Life.